# Gustav Borger
Gustav Borger (* 30. März 1899 in Helmbrechts; † 30. März 1989) war ein deutscher Pathologe, Hochschullehrer und nationalsozialistischer Hochschulfunktionär.

## Leben
Der Arztsohn nahm 1917/18 am Ersten Weltkrieg teil. Er studierte Medizin an der Ludwig-Maximilians-Universität München und promovierte 1923 mit der Dissertation Experimentelle Untersuchungen über den Eintritt und Ablauf der Entzündung bei Gefäßlähmung. Dort war er anschließend als Assistent,  Prosektor und von 1935 bis 1938 als Konservator am Pathologischen Institut tätig. Im Jahre 1932 habilitierte er sich mit der Habilitationsschrift Über die proteolytischen Enzyme der menschlichen Milz und wurde Dozent an seiner Alma Mater.
Nach der Machtergreifung im Januar 1933 trat Borger, der sich bereits seit 1929 für den Nationalsozialismus engagierte, der SA bei und wurde an der Universität München Leiter des SA-Hochschulamtes und Mitglied des Senats. Im Jahre 1934 wechselte er von der SA zur SS (SS-Nummer 107.244) und wurde Vertrauensmann der neu geschaffenen Hochschulkommission der NSDAP. Zum 1. März 1933 schloss er sich auch der NSDAP an (Mitgliedsnummer 1.508.207).
Borger wurde 1938 zum außerplanmäßigen Professor für Pathologie ernannt. Innerhalb des Nationalsozialistischen Deutschen Dozentenbundes wurde Borger hauptamtlicher Leiter des Amtes Wissenschaft der Reichsdozentenführung. Zudem wurde persönlicher Referent von Walter Schultze als stellvertretender Reichsdozentenführer. 
Beim im November 1940 an der Ludwig-Maximilians-Universität München ausgetragenen Physiker-Streit fungierte Gustav Borger als Moderator zwischen Vertretern der sogenannten „deutschen Physik“, darunter Wilhelm Müller und Rudolf Tomaschek und Vertretern der neueren Physik, darunter Wolfgang Finkelnburg, Otto Scherzer und Carl Friedrich von Weizsäcker.
Borger erreichte innerhalb der Schutzstaffel den Rang eines SS-Sturmbannführers und diente im NS-Ärztebund als Vertrauensmann des Reichsärzteführers.
Gegen Ende des Zweiten Weltkrieges war Borger als Stabsarzt bei der Luftwaffe eingesetzt.
Nach Ende des Zweiten Weltkrieges wurde Borger an der Universität München entlassen. Von 1945 bis 1947 war er aus politischen Gründen inhaftiert. Im Spruchkammerverfahren wurde er 1948 als „Mitläufer“ eingestuft. Zuletzt war Borger als Laborant in Augsburg tätig.

## Schaffen
Borger widmete sich der allgemeinen Pathologie, pathologischen Anatomie und der Enzymchemie. In der NS-Zeit wurden viele seiner entsprechenden Forschungsanträge bewilligt.

## Publikationen
- Experimentelle Untersuchungen über den Eintritt und Ablauf der Entzündung bei Gefäßlähmung, Dissertation, 1923.
- Über die proteolytischen Enzyme der menschlichen Milz und ihre qualitativen und quantitativen Veränderungen bei verschiedenen Krankheiten. Zugleich ein Beitrag zur quantitativen Autolyse des Milzgewebes, in: Archiv für experimentelle Pathologie und Pharmakologie, 164, 1932.
- Chemisch-biologische Untersuchungen über wachstumsfördernde Stoffe, in: Zeitschrift für physikalische Chemie, 214, 1933.
- Untersuchungen zur pathologischen Physiologie des Infarkts I, Zeitschrift für physikalische Chemie, 1933.
- Untersuchungen zur pathologischen Physiologie des Infarkts V, Zeitschrift für physikalische Chemie, 1938.